# Ola Hjulstad
Ola Hjulstad, född 14 augusti 1929, död 16 maj 2013, var en norsk facklitteraturförfattare och journalist från Harran i Grong.
Hjulstad var förmanssekreterare i Harran på 1950-talet, och arbetade på Namdal Arbeiderblad 1958–1960. Senare blev han journalist på Trønder-Avisa mellan 1961 och 1984. Efter 1978 gav han ut/redigerade en lång rad böcker om jakt, natur, lokalhistoria och lokalsamfund. Han räknade ut att han på uppdrag som journalist besökte 1 036 kommunstyrelsemöten i de olika namdalskommunerna. 
Han mottog Hirschfeldtprisen och 1997 fick han Nord-Trøndelag fylkes kulturpris. År 2004 fick han Kongens fortjenstemedalje i silver.
Den 24 maj 2013 begravdes han i hembyn Harran.